# Triaminotrinitrobenzeen
Triaminotrinitrobenzeen, afgekort tot TATB (voluit: 1,3,5-triamino-2,4,6-trinitrobenzeen), is een hoog-explosieve stof. Het is een aromatische verbinding die bestaat uit een benzeenring met drie nitro- en drie aminogroepen op gesubstitueerd. Het is een gele kristallijne vaste stof.

## Synthese
TATB het eerst gesynthetiseerd door Jackson en Wing in 1887, door 1,3,5-tribroom-2,4,6-trinitrobenzeen met ammoniak te behandelen.
De klassieke of Benzingersynthese gebeurt door 1,3,5-trichloorbenzeen te nitreren tot 1,3,5-trichloor-2,4,6-trinitrobenzeen, en dit vervolgens met ammoniak te behandelen om de chlooratomen te vervangen door aminogroepen.
De ongevoeligheid van TATB verlaagt wanneer de deeltjesgrootte kleiner wordt; er zijn productieprocessen ontwikkeld waarmee TATB-deeltjes in submicrongrootte (0,2 tot 0,3 µm) bekomen worden. De klassieke productiemethode levert deeltjes van meer dan 50 µm.

## Toepassingen
De detonatiesnelheid van TATB is 7350 m/s. TATB is een sterker explosief dan TNT, maar het is tegelijk een stof die ongevoelig is voor schokken, wrijving of impact en stabiel is tot hoge temperaturen (> 623 K); ze zal zelfs niet detoneren in een brand of bij een vliegtuigcrash. TATB wordt daarom gebruikt in speciale toepassingen zoals explosieve ontstekers voor kernwapens die niet accidenteel mogen ontstoken worden, en in zogenaamde Insensitive High Explosives in combinatie met andere krachtige explosieven zoals HMX en een plastic bindmiddel.
De stabiliteit van TATB wordt toegeschreven aan de sterke inter- en intramoleculaire waterstofbruggen die zich vormen tussen de alternerende nitro- en aminogroepen.